# Achterhoek (Nijkerk)

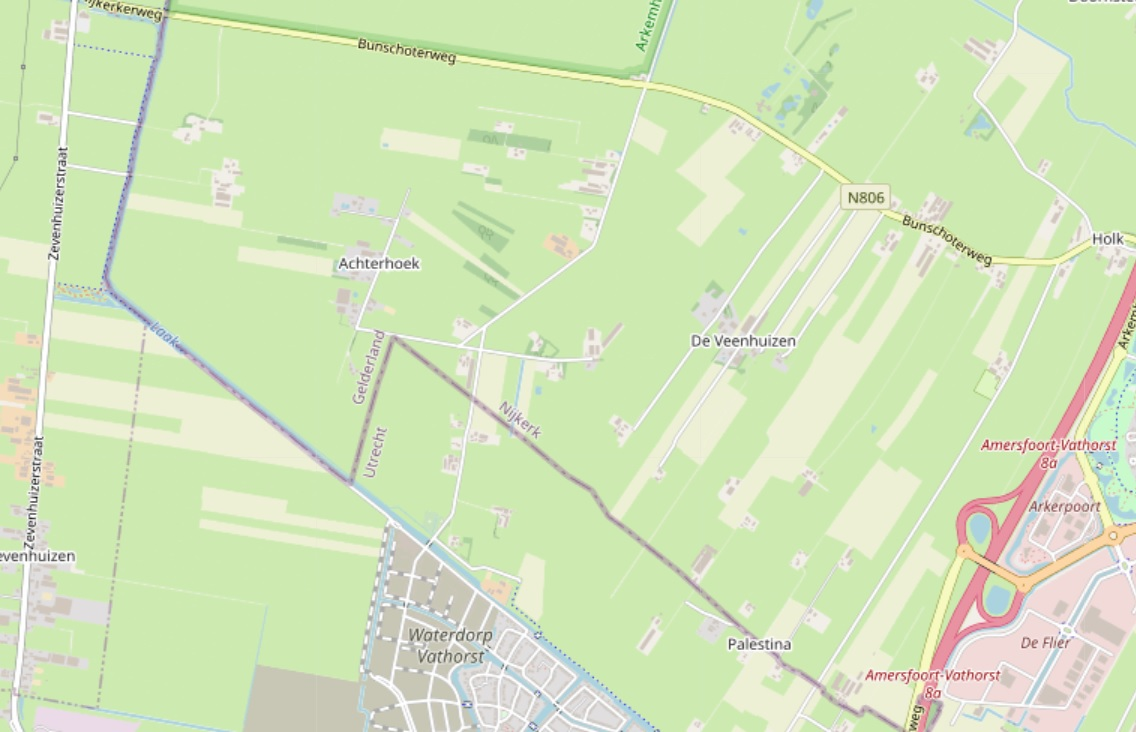
Ligging van Achterhoek

Achterhoek is een buurtschap aan de Achterhoekerweg, Brandweg en Keienweg in het buitengebied van de gemeente Nijkerk in de Nederlandse provincie Gelderland. Het ligt in het westen van de gemeente aan de grensbeek de Laak.
De buurtschap werd reeds genoemd in 1608 als 'in den Achterhoeck'. Latere benamingen zijn 'tot Niekerck in den Achterhoick' (1643), 'in den Agterhoek' (1752) en in 1839 voor het eerst als 'Achterhoek'.
De naam kan uitgelegd worden als  'achterwaarts gelegen plaats' ten opzichte van Nijkerk. Oorspronkelijk was het de gebiedsnaam voor het zuidwestelijk deel van de polder Arkemheen.
Achterhoek werd in de Volkstelling van 1840 samengeteld met de oostelijker liggende buurtschap De Veenhuis. In de buurtschappen stonden dat jaar totaal 29 huizen met 190 inwoners. De hallehuisboerderij op Keienweg 15 uit 1923, met tweeroedige hooiberg, is een gemeentelijk monument. 
Stad: Nijkerk      Dorpen: Hoevelaken · Nijkerkerveen

Buurtschappen: Achterhoek · Appel · Bontepoort (deels) · Doornsteeg · Driedorp · Holk · Holkerveen · Kruishaar · Nekkeveld · Palestina · Prinsenkamp · Slichtenhorst · De Veenhuis · 't Woud · Wullenhoven 

Gelderland: Steden en dorpen in Gelderland      Nederland: Provincies · Gemeenten